# Herrarnas 200 meter frisim vid världsmästerskapen i kortbanesimning 2024
Herrarnas 200 meter frisim vid världsmästerskapen i kortbanesimning 2024 avgjordes den 15 december 2024 i Donau Arena i Budapest i Ungern.
Guldet togs av amerikanske Luke Hobson efter ett lopp på 1 minut och 38,61 sekunder, vilket blev ett nytt världsrekord. Silvret togs av australiske Maximillian Giuliani och bronset togs av belgiske Lucas Henveaux.

## Rekord
Inför tävlingens start fanns följande världs- och mästerskapsrekord:
|                   | Namn            | Nation   | Tid     | Ort                   | Datum            |
| ----------------- | --------------- | -------- | ------- | --------------------- | ---------------- |
| Världsrekord      | Paul Biedermann | Tyskland | 1.39,37 | Berlin, Tyskland      | 15 november 2009 |
| Mästerskapsrekord | Hwang Sun-woo   | Sydkorea | 1.39,72 | Melbourne, Australien | 18 december 2022 |

Följande nya rekord noterades under mästerskapet:
| Datum       | Omgång | Namn        | Nationalitet | Tid     | Rekord |
| ----------- | ------ | ----------- | ------------ | ------- | ------ |
| 13 december | Final* | Luke Hobson | USA          | 1.38,91 | 0VR0   |
| 15 december | Final  | Luke Hobson | USA          | 1.38,61 | 0VR0   |

* Sträcka från herrarnas 4 × 200 m frisim

## Resultat

### Försöksheat
Försöksheaten startade klockan 09:21.
| Placering | Heat | Bana | Namn                        | Nationalitet             | Tid     | Noteringar |
| --------- | ---- | ---- | --------------------------- | ------------------------ | ------- | ---------- |
| 1         | 7    | 8    | Luke Hobson                 | USA                      | 1.41,55 | 0Q0        |
| 2         | 6    | 5    | Lucas Henveaux              | Belgien                  | 1.41,58 | 0Q0        |
| 3         | 6    | 9    | Tomas Koski                 | Finland                  | 1.41,92 | 0Q0, 0NR0  |
| 4         | 7    | 3    | Kieran Smith                | USA                      | 1.42,22 | 0Q0        |
| 5         | 7    | 5    | Tatsuya Murasa              | Japan                    | 1.42,28 | 0Q0        |
| 6         | 7    | 6    | Rafael Miroslaw             | Tyskland                 | 1.42,38 | 0Q0        |
| 7         | 5    | 4    | Maximillian Giuliani        | Australien               | 1.42,67 | 0Q0        |
| 8         | 6    | 4    | Danas Rapšys                | Litauen                  | 1.42,84 | 0Q0        |
| 9         | 7    | 4    | Edward Sommerville          | Australien               | 1.42,87 | R          |
| 10        | 5    | 5    | Roman Fuchs                 | Frankrike                | 1.42,93 | R          |
| 11        | 4    | 4    | Kamil Sieradzki             | Polen                    | 1.42,94 |            |
| 12        | 4    | 8    | Robin Hanson                | Sverige                  | 1.43,21 | 0NR0       |
| 13        | 5    | 2    | Carlos D'Ambrosio           | Italien                  | 1.43,25 |            |
| 14        | 5    | 3    | Roman Akimov                | Neutral Athletes B       | 1.43,32 |            |
| 15        | 7    | 2    | Aleksandr Sjtjogolev        | Neutral Athletes B       | 1.43,40 |            |
| 16        | 6    | 3    | Kaique Alves                | Brasilien                | 1.43,48 |            |
| 17        | 3    | 7    | Max Litchfield              | Storbritannien           | 1.43,59 |            |
| 18        | 6    | 1    | Evan Bailey                 | Irland                   | 1.43,61 |            |
| 19        | 4    | 5    | Velimir Stjepanović         | Serbien                  | 1.43,67 |            |
| 20        | 7    | 1    | Dimitrios Markos            | Grekland                 | 1.43,89 | 0NR0       |
| 21        | 7    | 9    | Alessandro Ragaini          | Italien                  | 1.43,92 |            |
| 22        | 3    | 4    | Kregor Zirk                 | Estland                  | 1.43,96 |            |
| 23        | 2    | 5    | Nikoli Blackman             | Trinidad och Tobago      | 1.44,05 |            |
| 24        | 3    | 1    | Petar Mitsin                | Bulgarien                | 1.44,07 |            |
| 25        | 4    | 2    | Sašo Boškan                 | Slovenien                | 1.44,12 |            |
| 26        | 7    | 7    | Xu Yizhou                   | Kina                     | 1.44,23 |            |
| 27        | 5    | 6    | Lee Ho-joon                 | Sydkorea                 | 1.44,41 |            |
| 28        | 6    | 2    | Miguel Pérez-Godoy          | Spanien                  | 1.44,52 |            |
| 29        | 6    | 7    | Richárd Márton              | Ungern                   | 1.44,61 |            |
| 30        | 5    | 7    | Sergio de Celis             | Spanien                  | 1.44,67 |            |
| 31        | 4    | 3    | Konstantinos Englezakis     | Grekland                 | 1.44,75 |            |
| 32        | 7    | 0    | Alexander Trampitsch        | Österrike                | 1.44,94 |            |
| 33        | 6    | 6    | Antonio Djakovic            | Schweiz                  | 1.45,03 |            |
| 34        | 2    | 3    | Abdalla Youssef Nasr        | Egypten                  | 1.45,04 |            |
| 35        | 2    | 4    | Jovan Lekić                 | Bosnien och Hercegovina  | 1.45,07 |            |
| 36        | 5    | 9    | Niko Janković               | Kroatien                 | 1.45,31 |            |
| 37        | 2    | 6    | Simon Doueihy               | Libanon                  | 1.45,32 |            |
| 38        | 6    | 8    | Markus Lie                  | Norge                    | 1.45,44 |            |
| 39        | 6    | 0    | Jakub Poliačik              | Slovakien                | 1.45,85 |            |
| 40        | 5    | 8    | Ondřej Gemov                | Tjeckien                 | 1.45,95 |            |
| 41        | 3    | 5    | Rafael Ponce                | Peru                     | 1.46,51 |            |
| 42        | 4    | 6    | Juan Morales                | Colombia                 | 1.46,61 |            |
| 43        | 4    | 7    | Galymzhan Balabek           | Kazakstan                | 1.46,76 |            |
| 44        | 5    | 1    | Kris Mihaylov               | Sydafrika                | 1.47,00 |            |
| 45        | 3    | 2    | Ben Littlejohn              | Nya Zeeland              | 1.47,01 |            |
| 46        | 5    | 0    | Ardi Azman                  | Singapore                | 1.47,40 |            |
| 47        | 4    | 1    | Surasit Thongdeang          | Thailand                 | 1.47,62 |            |
| 48        | 4    | 9    | Terence Ng                  | Malaysia                 | 1.48,12 |            |
| 49        | 4    | 0    | Rami Rahmouni               | Tunisien                 | 1.48,44 |            |
| 50        | 3    | 8    | Batbayaryn Enkhtamir        | Mongoliet                | 1.48,63 |            |
| 51        | 3    | 9    | He Shing Ip                 | Hongkong                 | 1.49,30 |            |
| 52        | 2    | 1    | Aryaan Din                  | Pakistan                 | 1.49,49 |            |
| 52        | 3    | 0    | Luka Kukhalashvili          | Georgien                 | 1.49,49 |            |
| 54        | 3    | 6    | Caleb Romero                | Puerto Rico              | 1.49,51 |            |
| 55        | 2    | 2    | Omar Abbass                 | Syrien                   | 1.50,05 |            |
| 56        | 1    | 4    | Kaeden Gleason              | Amerikanska Jungfruöarna | 1.53,29 |            |
| 57        | 2    | 9    | Reidi Resuli                | Albanien                 | 1.53,76 |            |
| 58        | 1    | 6    | Mohammed Jibali             | Libyen                   | 1.54,21 |            |
| 59        | 2    | 0    | Stefano Mitchell            | Nederländska Antillerna  | 1.54,49 |            |
| 60        | 1    | 3    | Andile Bekker               | Botswana                 | 1.55,76 |            |
| 61        | 1    | 5    | Rony Daher                  | Bolivia                  | 1.57,06 |            |
| 62        | 1    | 1    | Soud Alenezi                | Kuwait                   | 1.57,09 |            |
| 63        | 2    | 8    | Arion Budima                | Kosovo                   | 1.57,49 |            |
| 64        | 1    | 2    | Baritiana Andriampenomanana | Madagaskar               | 1.58,34 |            |
| 65        | 1    | 8    | Atharva Singh               | Nepal                    | 2.01,16 |            |
| 66        | 1    | 7    | Haziq Samil                 | Brunei                   | 2.01,34 |            |
| 67        | 1    | 0    | Isihaka Isihaka             | Rwanda                   | 2.06,20 |            |
| 68        | 1    | 9    | Magnim Jordano Daou         | Togo                     | 2.35,51 |            |
| 69        | 2    | 7    | Adrian Eichler              | Filippinerna             | 0DNS0   | 0DNS0      |
| 69        | 3    | 3    | Alex Axon                   | Kanada                   | 0DNS0   | 0DNS0      |

### Final
Finalen startade klockan 18:40.
| Placering | Bana | Namn                 | Nationalitet | Tid     | Noteringar |
| --------- | ---- | -------------------- | ------------ | ------- | ---------- |
| 1         | 4    | Luke Hobson          | USA          | 1.38,61 | 0VR0       |
| 2         | 1    | Maximillian Giuliani | Australien   | 1.40,36 | 0AR0       |
| 3         | 5    | Lucas Henveaux       | Belgien      | 1.41,13 | 0NR0       |
| 4         | 8    | Danas Rapšys         | Litauen      | 1.41,24 |            |
| 5         | 6    | Kieran Smith         | USA          | 1.41,57 |            |
| 6         | 7    | Rafael Miroslaw      | Tyskland     | 1.41,71 |            |
| 7         | 3    | Tomas Koski          | Finland      | 1.42,47 |            |
| 8         | 2    | Tatsuya Murasa       | Japan        | 1.42,95 |            |